# (36720) 2000 RE42
2000 RE42 (asteroide 36720) é um asteroide da cintura principal. Possui uma excentricidade de 0.15205390 e uma inclinação de 10.05681º.
Este asteroide foi descoberto no dia 3 de setembro de 2000 por LINEAR em Socorro.